# Украинское (Хмельницкий район)
Украинское (укр. Українське) — село на Украине, находится в Хмельницком районе Винницкой области.
Код КОАТУУ — 0524887204. Население по переписи 2001 года составляет 98 человек. Почтовый индекс — 22014. Телефонный код — 4338.
Занимает площадь 1,1 км².

## Адрес местного совета
22014, Винницкая область, Хмельницкий р-н, с. Терешполь, ул. Ленина, 2